# WWK-Arena
Die WWK-Arena (Eigenschreibweise: WWK ARENA, ursprünglich: Augsburg Arena, auch: Schwabenstadion) ist ein Fußballstadion, welches im Süden der bayerischen Großstadt Augsburg zwischen den Stadtteilen Göggingen und Universitätsviertel liegt und das am 26. Juli 2009 eröffnet wurde. Der Bau erfolgte von November 2007 bis Juli 2009 durch den Fußballverein FC Augsburg unter Beteiligung der Stadt Augsburg.

## Name
Während der Projekt- und Bauphase von 2006 bis 2009 trug das Stadion den Namen Augsburg Arena. Der erste Namenssponsor der Heimspielstätte des FCA war von 2009 bis 2011 die impuls Finanzmanagement AG und verlieh der Sportstätte den Namen impuls arena. Darauf folgte 2011 die SGL Carbon SE, ein Hersteller von Produkten aus Kohlenstoff, mit der SGL arena. Der Vertrag hatte eine Laufzeit bis 2019. Das Unternehmen löste den Vertrag 2015 vorzeitig auf. Die WWK Versicherungsgruppe ist seit der Saison 2015/16 der neue Namensgeber des Augsburger Stadions. Der Sponsorvertrag mit der WWK hatte eine Laufzeit von zehn Jahren. Im Januar 2019 wurde der Vertrag bis 2030 verlängert.

## Allgemeines

### Planungen, Bau und Erweiterungen
Geplant wurde das Stadion in zwei Ausbauphasen: Im 1. Bauabschnitt entstand das Stadion zuerst mit einem Rang. Insgesamt besitzt es 19.060 Sitzplätze und weitere 11.034 Stehplätze. Die Logen bieten weiteren 520 Gästen Platz und 46 Plätze wurden für Rollstuhlfahrer gebaut. Damit erreicht das Stadion eine Gesamtkapazität von 30.660 Plätzen. In einer möglichen zweiten Ausbaustufe soll das Stadion voll bestuhlt 39.880 Zuschauern Platz bieten, durch Umbau von Sitz- in Stehplätze erweiterbar auf 49.000. Am 16. November 2007 wurde mit dem Bau begonnen.
Ende Juli 2008 beantragten die Verantwortlichen des Stadionneubaus beim Augsburger Bauausschuss aus Kostengründen eine andere Außenfassade. Die gläserne, durchsichtige Hülle sollte durch eine Konstruktion aus Aluminiumrohren, welche man auch beleuchten kann, ersetzt werden. Auch eine Stahlseil-Konstruktion war im Gespräch, wurde aber wenig später wieder verworfen. Im Dezember 2008 stellte der FCA schließlich einen Bauantrag für die Aluminiumrohr-Konstruktion, auf welche man sich im Februar 2009 einigte. Kurzzeitig war auch eine Fassade aus Photovoltaikmodulen angedacht, wurde aber aus Kostengründen schnell verworfen. 2011 wurde der FCA von der Pflicht, eine Fassade zu bauen, entbunden.

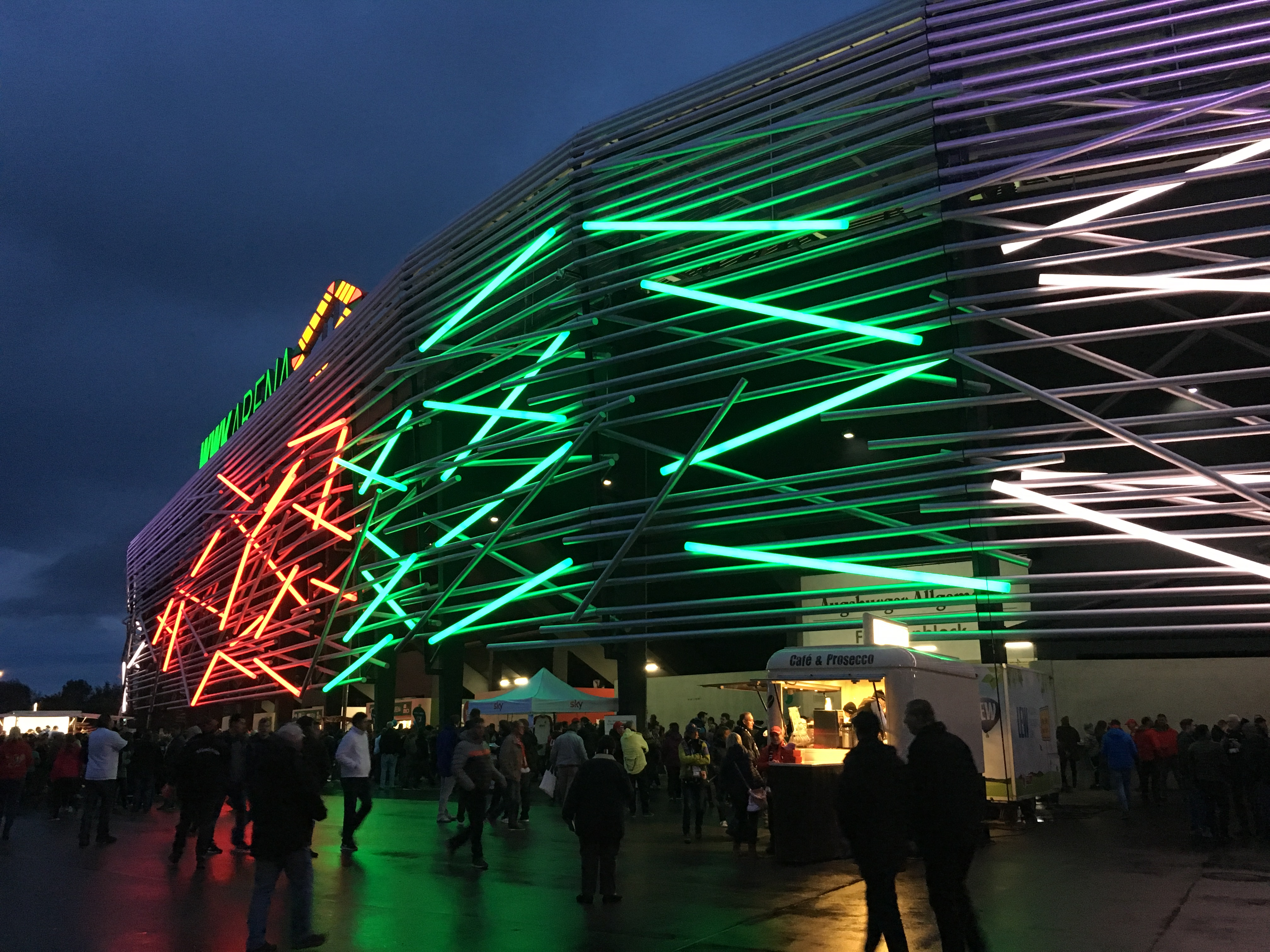
Fassade der Arena im Dunkeln: Diese leuchtet in den Vereinsfarben Rot, Grün und Weiß.

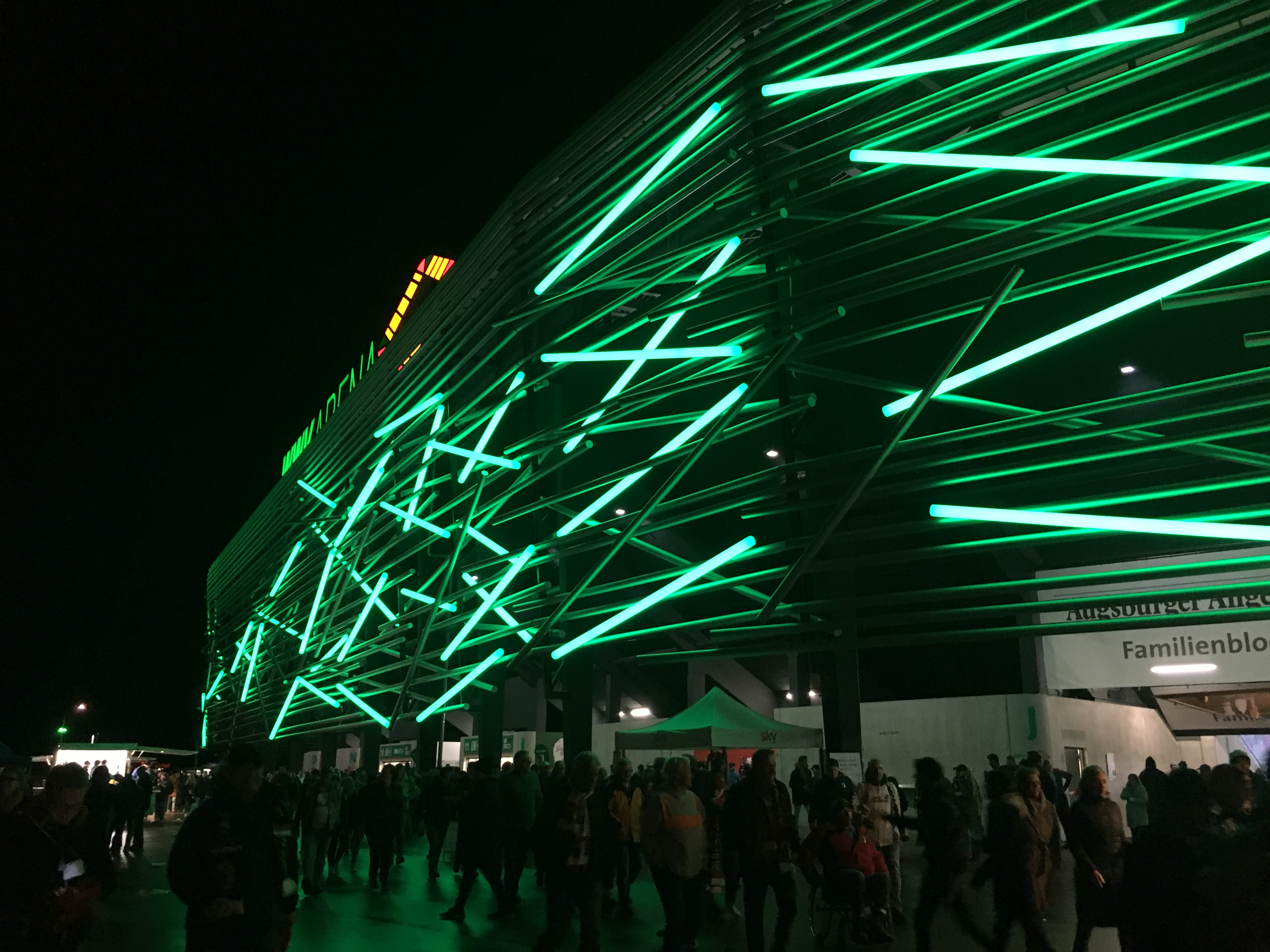
Fassade der Arena nach einem Heimsieg in der Farbe Grün

In einer Pressekonferenz am 19. September 2016 gab der Verein und der Hauptsponsor, die WWK Versicherungen, bekannt, dass eine leuchtende Fassade bis zum Frühjahr 2017 errichtet werden soll. Der Bauherr, Kostenträger und Eigentümer der Fassade wird die WWK sein. Die neue Außenfassade ist ein Geflecht aus aluminiumeloxierten Einzelstäben. Die Beleuchtung erfolgt mit in die Fassade integrierten LED-Stäben und -Strahlern. Seit September 2017 erstrahlt die Fassade in Rot, Grün und Weiß, nach einem Heimsieg in Grün.
2019 wurden die Businessbereiche des Stadions grundlegend umgebaut.

### Finanzierung
Die HBM Stadien- und Sportstättenbau GmbH aus Neuss baute die Arena für 45 Millionen Euro als reines Fußballstadion ohne Leichtathletikanlage. Die angesetzten Baukosten von ca. 1.300 Euro je Sitzplatz sind im Vergleich zu anderen Stadien niedrig.
Die Stadt Augsburg stellte das sechs Hektar große Grundstück im Planungsraum Göggingen zur Verfügung und investierte 13,5 Millionen Euro in die Infrastruktur, darunter einen Zuschuss von sieben Millionen Euro für die Außenanlagen und 2.500 Parkplätze. Die Finanzierung der Stadionbaukosten von etwa 45 Millionen geschah
- mit 25 Millionen Euro durch Mittel einer Gruppe um den damaligen FCA-Präsidenten Walther Seinsch,
- mit 5 Millionen Euro durch den Freistaat Bayern und
- mit 15 Millionen Euro durch Kreditaufnahmen.[12] Die Stadt Augsburg gab hierfür eine Bürgschaft über 12 Millionen Euro ab.[13]

Am 14. November 2022 gab der FC Augsburg im Rahmen einer Mitgliederversammlung bekannt, das Stadiondarlehen vollständig abbezahlt zu haben.

### Infrastruktur
Die neue Arena entstand im Augsburger Süden an der Bundesstraße 17 und erhielt einen Anschluss an das Straßenbahnnetz. Der Abstand zur Straße beträgt dabei nur rund 40 Meter. Die Zufahrtsstraße wurde nach Kurt Bösch benannt.
In der Folgezeit nach Fertigstellung des Stadions wurde das Gelände stetig erweitert, so dass inzwischen (Ende 2018) auch die Geschäftsstelle, drei Rasentrainingsplätze, ein neues Funktionsgebäude mit Fanshop und Fankneipe, eine Lagerhalle und eine permanente Sprintstrecke auf dem Gelände vorhanden sind.
Seit der Saison 2024/25 führt der FC Augsburg das Catering in der WWK-Arena eigenverantwortlich durch.

### Klimaneutralität
Die Arena ist das erste klimaneutrale Fußballstadion der Welt, obwohl die ursprünglich geplante Photovoltaikanlage nicht installiert wurde. Die Pläne für die Anlage an der Fassade wurden aus Kostengründen fallen gelassen. Die Pläne für die Parkplatzüberdachung scheiterten am zuvor festgelegten Begrünungsplan. Erreicht wurde die Klimaneutralität durch ökologische Wärmepumpen und sechs je 40 Meter tiefe Brunnen, die über Wärmetauscher die gewünschte Temperatur erzeugen. Ein Bioerdgas-Kessel liefert darüber hinaus die zu Spitzenlastzeiten während eines Spiels notwendige Energie.
Hierfür erhielten der FC Augsburg, die Lechwerke AG und die Stadtwerke Augsburg den zwölften KUMAS-Umweltpreis. Außerdem wurde das Stadion zu einem der 365 Orte im Land der Ideen im Jahr 2011 ernannt.

## Nutzung
Am 29. Oktober 2009 war das Stadion beim Spiel der Frauen-Nationalmannschaft gegen die USA mit 28.367 Zuschauern erstmals ausverkauft. Gleichzeitig bedeutete dies die zu diesem Zeitpunkt zweithöchste Zuschauerzahl bei einem Frauenfußballspiel in Deutschland.
Am 7. August 2010 fand hier der DFL-Supercup statt, welchen der FC Bayern München mit einem Sieg gegen den FC Schalke 04 gewinnen konnte.

### Austragungsort von Länderspielen der deutschen A-Nationalmannschaft
Am 29. Mai 2016 wurde die Augsburger WWK Arena erstmals Austragungsort eines Länderspiels der deutschen A-Nationalmannschaft der Herren, die ein Testspiel gegen die Slowakei als Benefizspiel in Augsburg austrug. In diesem Spiel gab es eine 38-minütige Halbzeitpause, da ein schweres Unwetter über das Stadion herzog und man lange nicht wusste, ob man das Spiel fortsetzen kann. Am Ende verlor Deutschland mit 1:3.

### Austragungsort für Fußball-Weltmeisterschaften

#### Fußball-Weltmeisterschaften der Frauen 2011

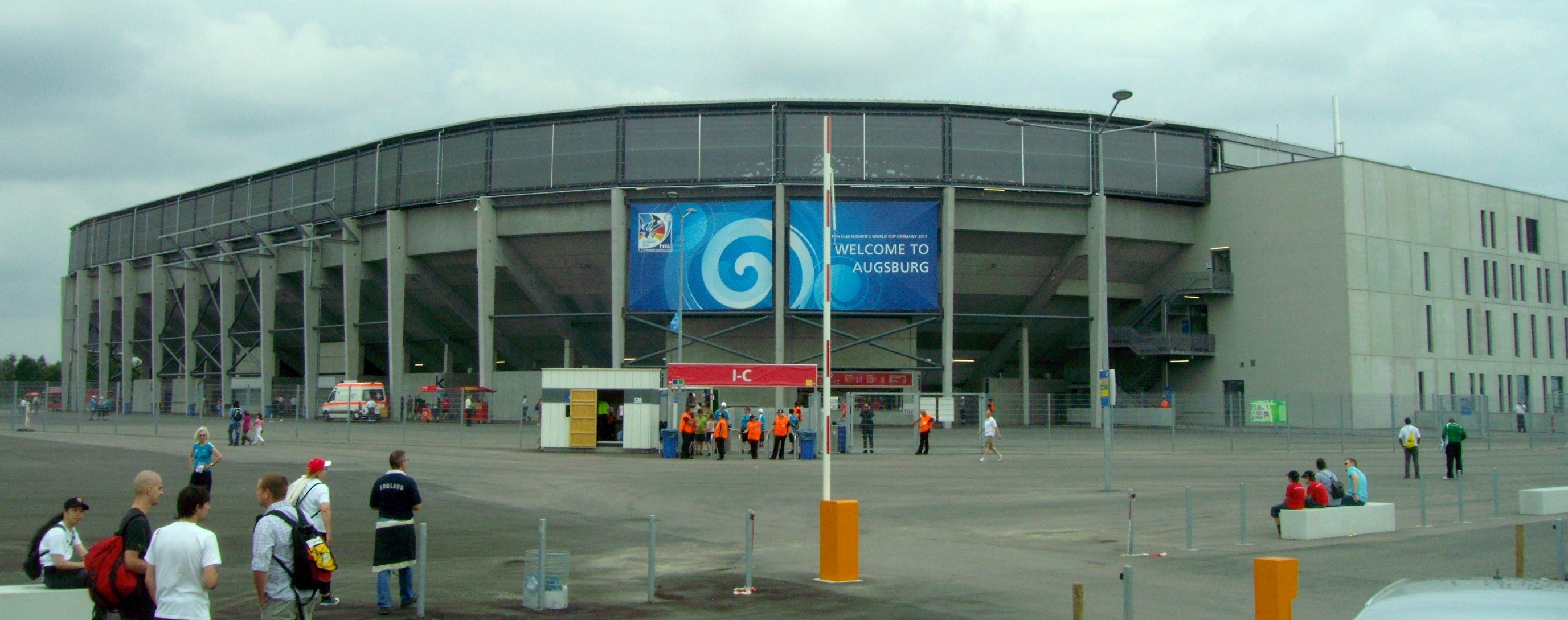
Außenansicht der Nordostecke des Stadions bei der U-20-WM 2010

Am 30. September 2008 wurde die Arena zu einem der neun Austragungsorte der Fußball-Weltmeisterschaft der Frauen 2011 gekürt, um die sich der DFB erfolgreich beworben hatte. Hierzu wurden die Planungen für das Stadion angepasst, um eine FIFA-Zulassung zu erhalten. Während der WM trug das Stadion den Namen „FIFA Frauen-WM-Stadion Augsburg“.
|                                                     |   |                  |           |
| Mittwoch, 29. Juni 2011 um 15:00 Uhr – Gruppe D     |   |                  |           |
| Norwegen                                            | – | Äquatorialguinea | 1:0 (0:0) |
| Samstag, 2. Juli 2011 um 14:00 Uhr – Gruppe C       |   |                  |           |
| Nordkorea                                           | – | Schweden         | 0:1 (0:0) |
| Dienstag, 5. Juli 2011 um 18:15 Uhr – Gruppe B      |   |                  |           |
| England                                             | – | Japan            | 2:0 (1:0) |
| Sonntag, 10. Juli 2011 um 13:00 Uhr – Viertelfinale |   |                  |           |
| Schweden                                            | – | Australien       | 3:1 (2:1) |

#### U-20-Fußball-Weltmeisterschaft der Frauen 2010

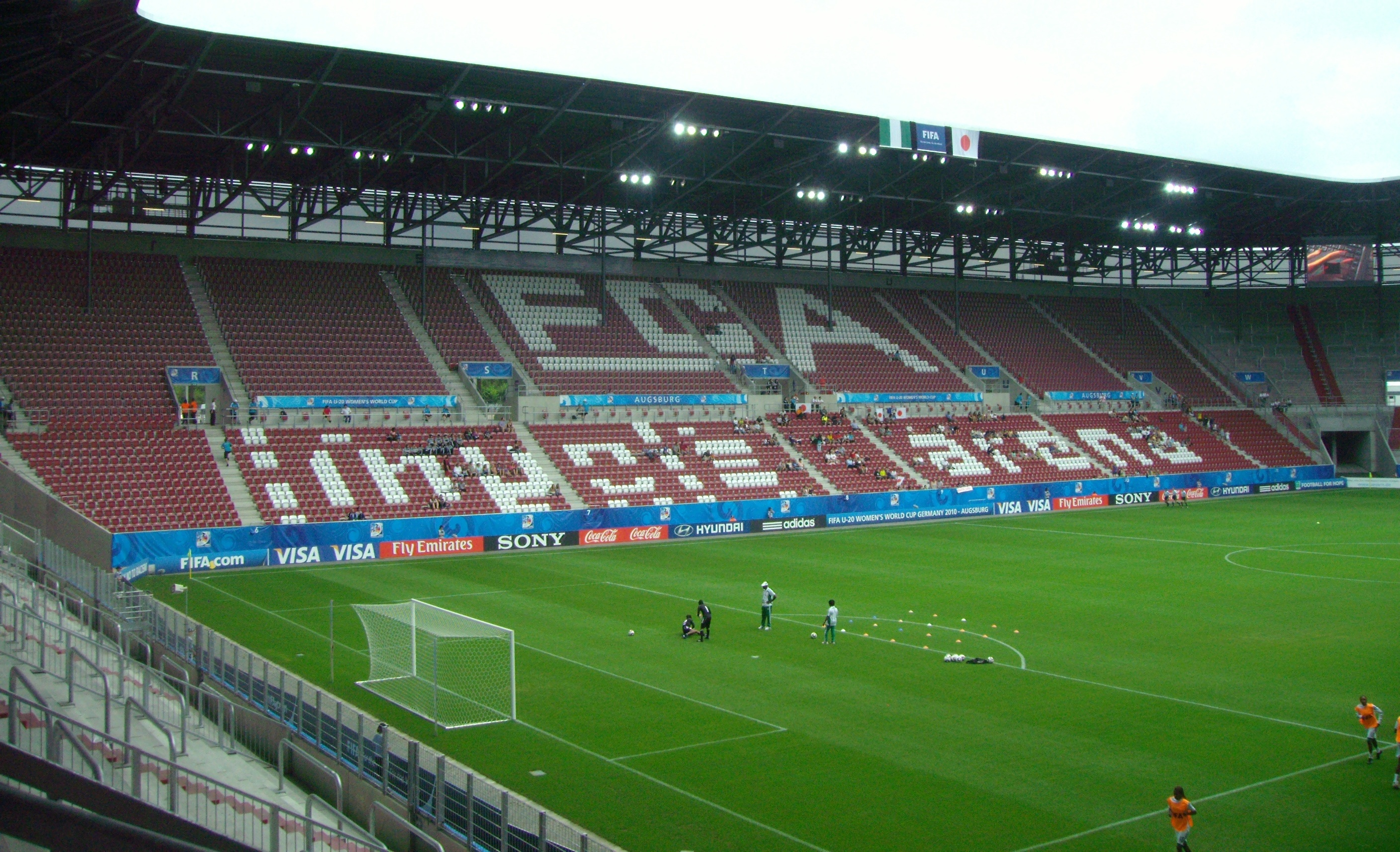
Das Wort „impuls“ musste für die U-20-WM im Sponsoren-Schriftzug auf der Gegentribüne unkenntlich gemacht werden.

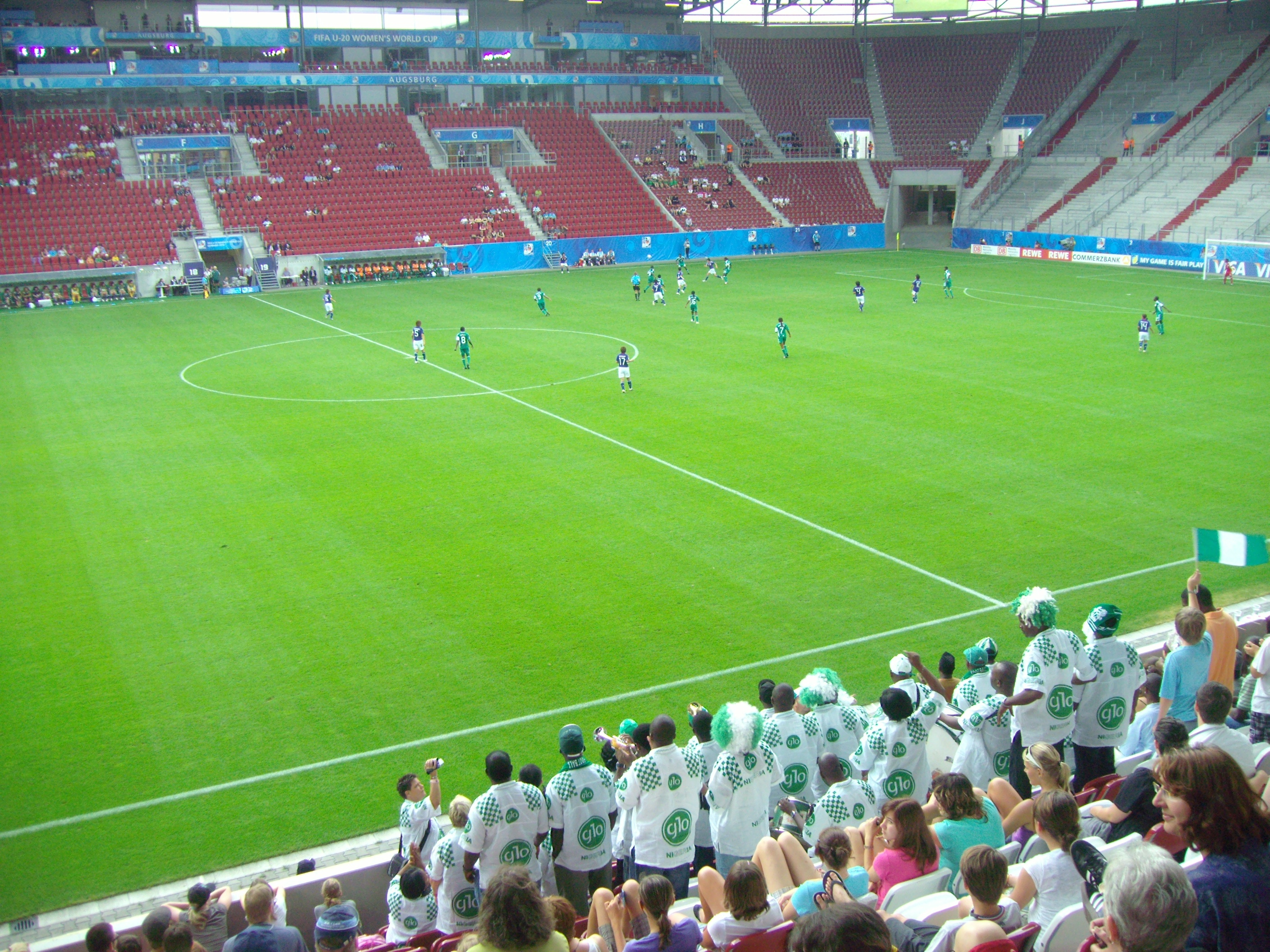
Bei vielen Spielen der U-20-WM, hier Nigeria gegen Japan, war die Anzahl der Zuschauer gering.

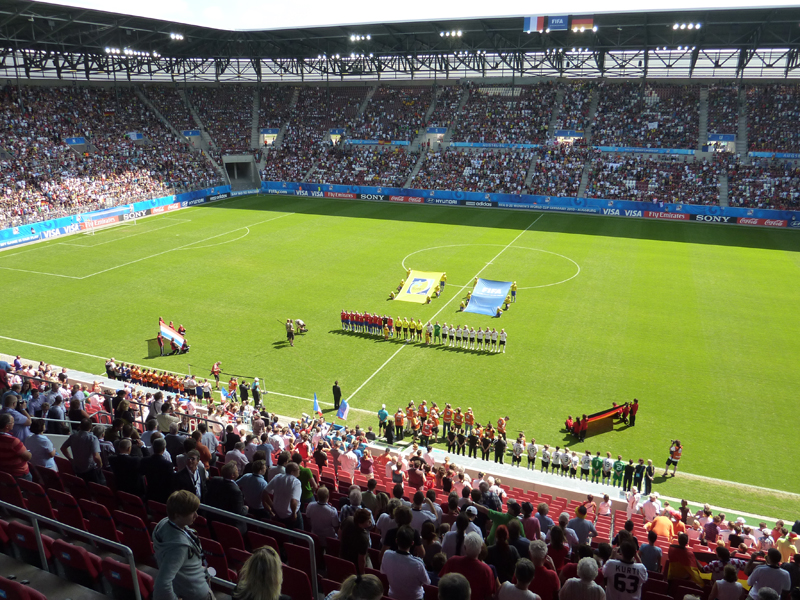
Nur Frankreich gegen Deutschland fand aufgrund eines „Wandertages der Augsburger Schulen“ vor gut gefüllten Rängen statt.

Bei der Planung der U-20-Fußball-Weltmeisterschaft der Frauen 2010 entschied man sich ebenfalls für Augsburg als einen der vier Austragungsorte. Während der U-20-WM trug das Stadion ebenfalls den Namen „FIFA Frauen-WM-Stadion Augsburg“.
Während der U-20-Fußball-Weltmeisterschaft der Frauen 2010 fanden im Stadion folgende Spiele statt:
|                                                     |   |             |                     |
| Mittwoch, 14. Juli 2010 um 11:30 Uhr – Gruppe C     |   |             |                     |
| England                                             | – | Nigeria     | 1:1 (1:0)           |
| Mittwoch, 14. Juli 2010 um 14:30 Uhr – Gruppe C     |   |             |                     |
| Mexiko                                              | – | Japan       | 3:3 (3:1)           |
| Samstag, 17. Juli 2010 um 18:00 Uhr – Gruppe C      |   |             |                     |
| England                                             | – | Mexiko      | 0:1 (0:0)           |
| Samstag, 17. Juli 2010 um 15:00 Uhr – Gruppe C      |   |             |                     |
| Nigeria                                             | – | Japan       | 2:1 (2:0)           |
| Dienstag, 20. Juli 2010 um 11:30 Uhr – Gruppe A     |   |             |                     |
| Frankreich                                          | – | Deutschland | 1:4 (0:2)           |
| Dienstag, 20. Juli 2010 um 14:30 Uhr – Gruppe B     |   |             |                     |
| Nordkorea                                           | – | Schweden    | 2:3 (1:1)           |
| Sonntag, 25. Juli 2010 um 11:30 Uhr – Viertelfinale |   |             |                     |
| Vereinigte Staaten                                  | – | Nigeria     | 1:1 n. V, 2:4 i. E. |

Die Zuschauerzahlen waren an den vier Spieltagen, mit Ausnahme des Spiels Frankreich gegen Deutschland, gering:
- Mittwoch, 14. Juli: 2.400 Zuschauer
- Samstag, 17. Juli: 3.100 Zuschauer
- Dienstag, 20. Juli: 26.273 Zuschauer („Wandertag“ der Augsburger Schulen ins Stadion)
- Sonntag, 25. Juli: 7.135 Zuschauer

Für den Spieltag mit dem letzten Gruppenspiel des deutschen Teams gegen Frankreich waren bereits Anfang Juli keine Eintrittskarten mehr frei verkäuflich. Voll war das Stadion dennoch nicht.

## Helmut-Haller-Denkmal

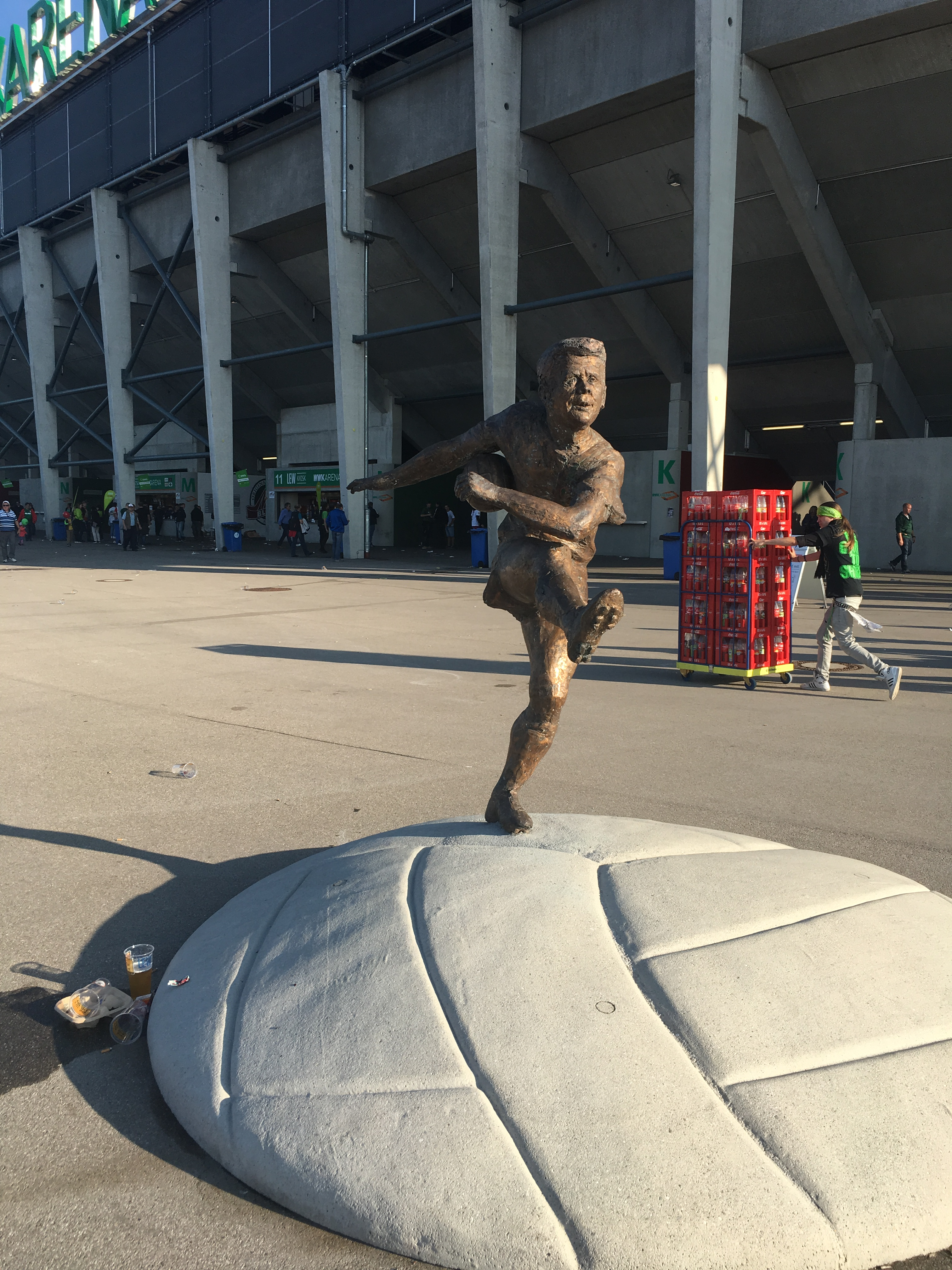
Helmut-Haller-Denkmal vor dem Stadion

Anlässlich des Freundschaftsspiels am 1. August 2015 zwischen dem FC Augsburg und dem FC Toulouse (5:0) wurde hinter der Stehplatztribüne Ulrich-Biesinger-Tribüne ein Denkmal für Helmut Haller im Beisein von Vereinspräsident Klaus Hofmann, Geschäftsführer Peter Bircks, ehemaligen Mitspielern und vielen Fans enthüllt. Die Statue ist ein Werk des Bildhauers Wolfgang Auer aus Friedberg. Sie zeigt Helmut Haller in Schussposition. Die Idee kam von Seiten der FCA-Fans, nachdem der gebürtige Augsburger Haller, einer der besten Spieler der 1960er und 1970er Jahre, im Oktober 2012 verstarb. Sie sammelten für die mehr als zwei Meter große und knapp fünf Tonnen schwere Statue aus Bronze rund 25.000 Euro. Die Summe kam durch Spenden, Versteigerungen und den Verkauf von Haller-Fan-Shirts zusammen.